# 台阁牧镇
台阁牧镇，是中华人民共和国内蒙古自治区呼和浩特市土默特左旗下辖的一个乡镇级行政单位。

## 行政区划
台阁牧镇下辖以下地区：
沙家营村、台阁牧村、三间房村、达尔架大东营村、达尔架小东营村、达尔架大西营村、栽生村、小瓦窑圪沁村、大瓦窑圪沁村、霍寨村、耿家营村、讨尔号庙营村、讨尔号大东营村、西甲兰村、小浑津村、阳高村、瓜房子村、牛牛营村和沟门村。